# Harapan Jaya (Semendawai Timur)
Harapan Jaya is een bestuurslaag in het regentschap Ogan Komering Ulu van de provincie Zuid-Sumatra, Indonesië. Harapan Jaya telt 3283 inwoners (volkstelling 2010).